# The Ship of Doom
Pour plus de détails, voir Fiche technique et Distribution.
The Ship of Doom est un film américain réalisé par Wyndham Gittens, sorti en 1917.

## Synopsis
Martin Shaw, un jeune pêcheur, tue Jeff Whittlesey en défendant l'honneur de sa fiancée Clara Gove. Même si Jeff n'était pas aimé dans le village, les habitants demandent que son meurtre soit puni. Martin et Clara fuient en bateau, mais ils sont pris dans une tempête. Ils sont sauvés par "Sundown" Shattuck, un marchand d'esclaves, et son équipage. Il les marie, tout en désirant Clara. Il est sur le point de la violer lorsqu'éclate une mutinerie et que le navire prend feu. Martin, Clara et Shattuck sont les seuls rescapés et échouent sur une île. Shattuck, sur le point de s'attaquer de nouveau à Clara, est pris dans des sables mouvants. Clara et Martin restent seuls et prient pour que leur soit pardonnée la mort de Jeff Whittlesey. 

## Fiche technique
- Titre original : The Ship of Doom
- Réalisation : Wyndham Gittens
- Scénario : Wyndham Gittens
- Photographie : Allan Davis
- Société de production : Keystone
- Société de distribution : Keystone
- Pays d’origine :  États-Unis
- Langue originale : anglais
- Format : noir et blanc — 35 mm — 1,37:1 — Film muet
- Genre : drame
- Durée : 5 bobines
- Dates de sortie :  États-Unis : 15 décembre 1917

## Distribution
- Claire McDowell : Clara Gove
- Monte Blue : Martin Shaw
- Arthur Millet : Jeff Whittlesey
- Frank Brownlee : "Sundown" Shattuck
- Aaron Edwards : un matelot